# Ariadna sansibarica
Espèce
Ariadna sansibarica est une espèce d'araignées aranéomorphes de la famille des Segestriidae.

## Distribution
Cette espèce est endémique de Zanzibar en Tanzanie.

## Étymologie
Son nom d'espèce lui a été donné en référence au lieu de sa découverte, Zanzibar.

## Publication originale
- Strand, 1907 : Diagnosen neuer Spinnen aus Madagaskar und Sansibar. Zoologische Anzeiger, vol. 31, p. 725-748 (texte intégral).